# 驾驶安全预警仪
驾驶安全预警仪又名电子狗，是一种车载装置，可以检查警方用於取締車輛超速行駛之雷达枪发出的雷达信号以预警该类设备的存在，多数该类产品同时具有通过GPS测速及提醒取締熱點的功能。在一些国家使用驾驶安全预警仪是不合法的。